# اعتباریات
اعتباریات اصطلاحی در فلسفه و کلام اسلامی است و برای توصیف و تحدید آن دسته از مفاهیم به کار می‌رود که یا خود اعتباریند، یا محصول عملی از ذهن و زبانی هستند که به آن «اعتبار کردن» می‌گویند. به عبارت دیگر، مفاهیم اعتباری یا کشف ذهنند، یا ساخته آن. اگرچه واژه اعتباری کاربرد پردامنه‌ای دارد، لیکن بجز شهاب‌الدین سهروردی (از متقدمان) و محمدحسین طباطبایی (از متأخران)، ظاهراً کسی فصلی مستقل در تبیین اعتباریات و تمییزشان از دیگر مفاهیم نگشوده‌است.